# Vida (literatura en occitano)

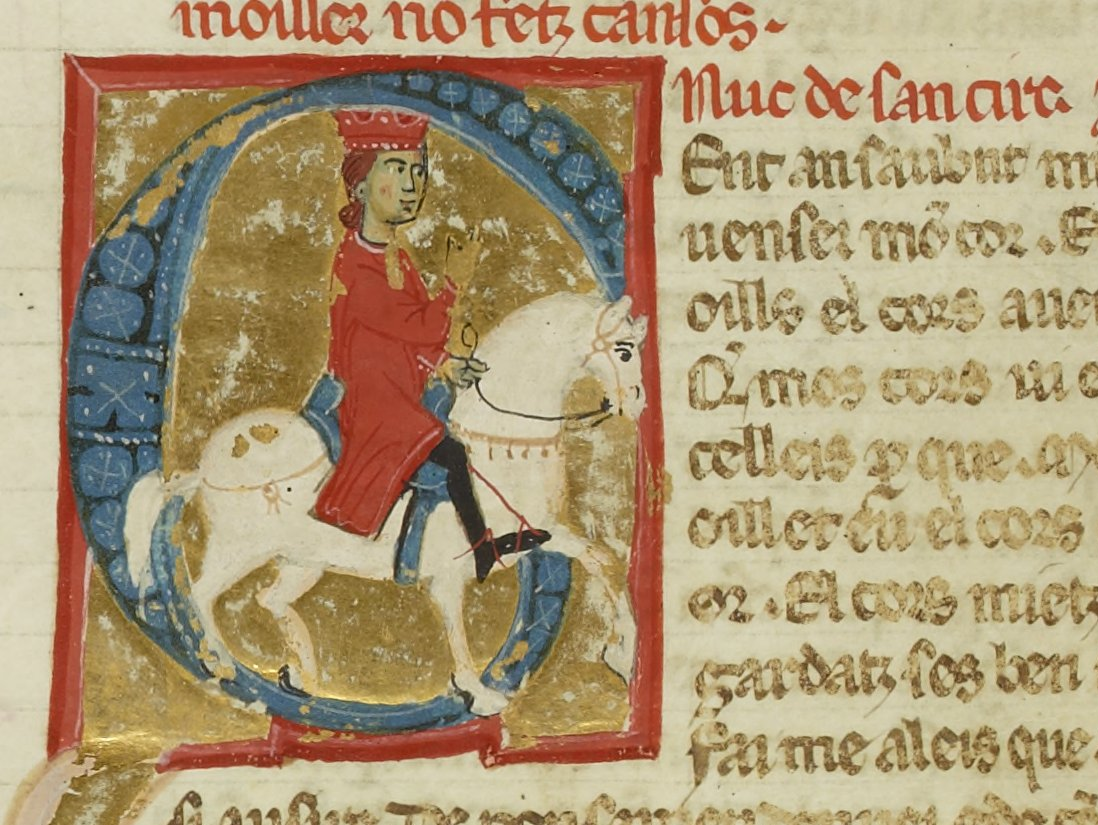
Miniatura de Uc de Sant Circ en un manuscrito de Vidas, algunas de las cuales escribió él

Una vida es una breve biografía escrita en prosa y en occitano y redactada por un trovador o una trobairitz.

## Concepto, contenido y estructura
La vida es una biografía de un trovador que figura en los cancioneros (colecciones manuscritas de poesía trovadoresca medieval) encabezando las obras de este en forma de breve biografía en prosa. 
Su contenido y estructura es más o menos el siguiente, según Martín de Riquer:
El lugar del nacimiento del trovador, a veces precisando el señorío o la diócesis, su condición social (barón, caballero, caballero pobre, burgués, mercader, de humilde ascendencia, etc.), sus estudios o comienzos de carrera ("aprendió letras", "fue clérigo", "fue juglar"), las cortes que visitó o los viajes que hizo, los señores y damas que celebró en sus poesías, en ocasiones desvelando la identidad de laspersonas que el trovador ocultaba son senhals o pseudónimos poéticos, algunas circunstancias de su fin (si ingresó en alguna orden monástica, dónde murió) y un sintético juicio sobre el valor de su obra y sobre su fama o aceptación.
Junto a las vidas, que solían pronunciarse de forma oral antes de los recitales del juglar, también aparecen otros textos en prosa que preceden a los poemas, llamados razós, cuyo propósito es completar de algún modo la información ofrecida en ellas, pues cada una de ellas intenta precisar los motivos o circunstancias que ovieron a un trovador a escribir esa determinada poesía, aclarar los hechos históricos en ella aludidos e identificar a los personajes que se citan o a los que se hace referencia.

## Autores y fuentes

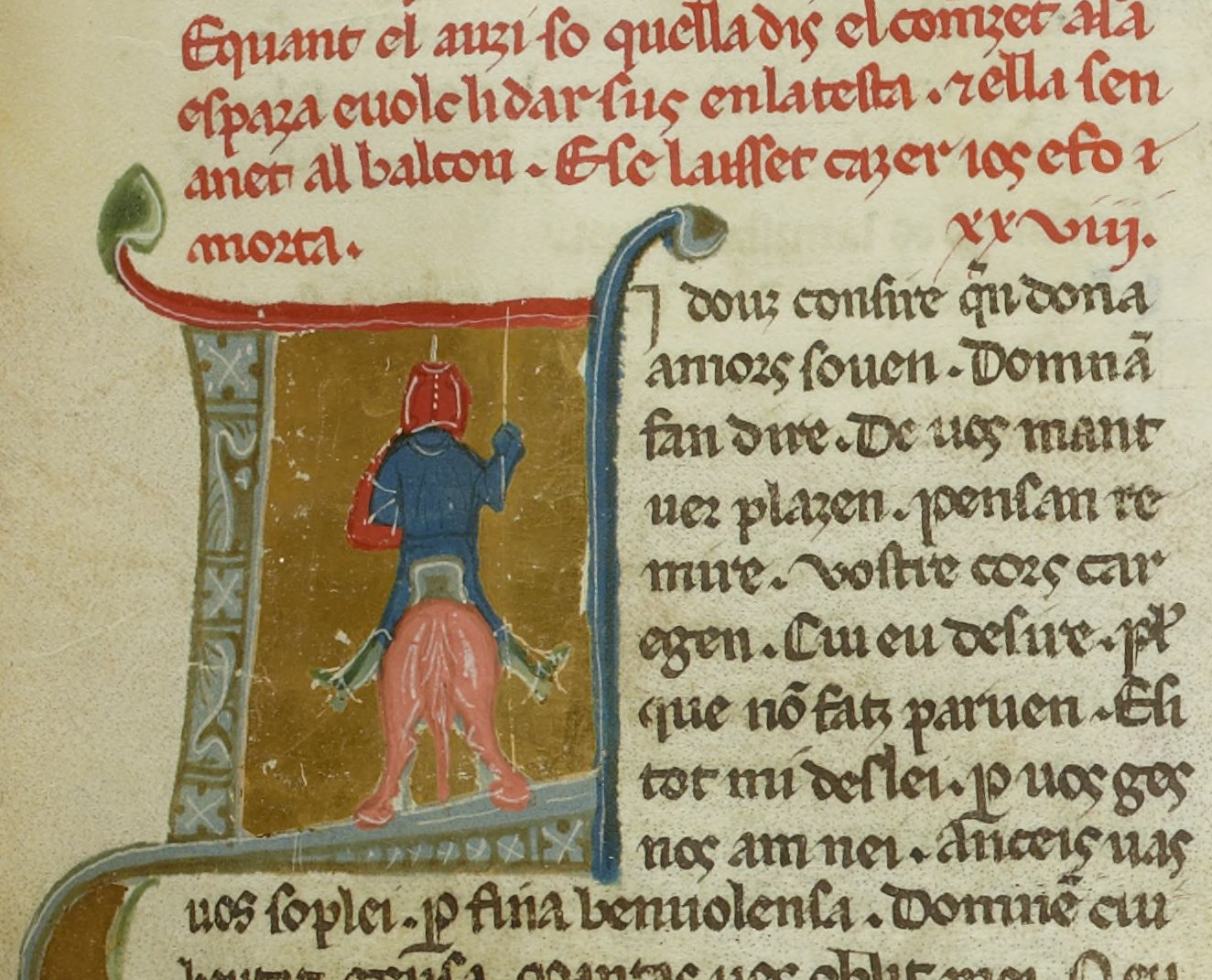
Una página de Vida - Guilhèm de Cabestany

Los autores suelen ser anónimos; pueden ser juglares (por ejemplo, Uc de Sant Circ), pero también pueden pertenecer a otros ámbitos (el notario Miquel de la Tor) y pueden ofrecer su nombre o indicar que han sido testigos de los hechos o tenido alguna participación menor en los mismos. A veces resulta controvertido establecer hasta qué punto las Vidas se fundan en fuentes independientes; no hay duda de que algunas afirmaciones se deducen a partir de lecturas literales de detalles de las poesías mismas y sus razós, pero algunos autores deslizan en vez en cuando alguna alusión a fuentes externas, casi siempre orales ("me contó", "oí decir", "como habéis oído"). Esto les otorga una fiabilidad limitada, pero fiabilidad al fin y al cabo, como ha demostrado la comprobación documental en el caso de trovadores como Guillem de Bergadá, Cadenet o Folquet de Marsella. Los errores suelen ser imprecisiones genealógicas del estilo de que se llama hija a quien en realidad es una nieta, anécdotas legendarias, etcétera.
Las vidas forman a veces secuencias de valor histórico, como las veintiuna prosas que constituyen la Vida y las razós de Bertran de Born, "especie de novela histórica sobre las guerras entre ingleses y franceses, con momentos de gran dramatismo y escenas vivamente dialogadas. Todas las piezas encajan y forman un relato que va apoyado en sirventeses de Bertran de Born." Como utilizan una prosa "clarísima, rectilínea, sin adornos retóricos ni exhibicioniso literario, con los adverbios y adjetivos precisos e imprescindibles, aunque repetidos hasta la saciedad, y con constantes reiteraciones del sujeto para obviar la más remota posibilidad de malentendidos; la prosa de vidas y razós es uniforme, como si todas las hubiese escrito la misma pluma", salvo puntuales excepciones. Pero son muy precisas al caracterizar a sus personajes: la timidez de Rigaut de Berbezilh, la incivilidad rencorosa y palurda de Guilhem Figueira, la bribonería de Uc de Pena; enaltecen las virtudes caballerescas de grandes barones que cultivaron la poesía y de vez en cuando hacen lucir alguna anécdota o historia poética o cruel, como la trágica muerte de Guilhem de Cabestany y su enamorada, que se ha comprobado es falsa. El origen de los trovadores de las vidas es diverso: Aquitania, Alvernia, Languedoc, Provenza, Cataluña e Italia del norte.